# Faisan de Bulwer
Lophura bulweri
Espèce
Synonymes
- Lobiophasis bulweri Sharpe, 1874
(protonyme)

Statut de conservation UICN

 VU A2cd+3cd+4cd;C2a(i) : Vulnérable
Le Faisan de Bulwer (Lophura bulweri) est une espèce d'oiseaux de la famille des Phasianidae.
Son nom est attribué à Henry Ernest Gascoyne Bulwer (en) (1836-1914).

## Distribution
Centre-nord de Bornéo (régions montagneuses de Sarawak, Brunei, Kalimantan, Sabah).

## Habitat
Le faisan de Bulwer est inféodé à la forêt de basse et moyenne altitude, entre 300 et 1 500 m mais parfois aussi bas que 150 et 250 m.

## Alimentation
Elle consiste essentiellement en graines de diptérocarpes avec un complément de petits invertébrés. À ce sujet, Rowden (2000) pense que ce faisan est étroitement associé aux déplacements de sangliers, profitant de leurs fouilles pour se nourrir de vers et autres invertébrés.

## Comportement social
Rowden (2001) a avancé que la sélection sexuelle pourrait être de type lek, les individus ne se regroupant qu’en dehors de la saison de reproduction.

## Parade nuptiale

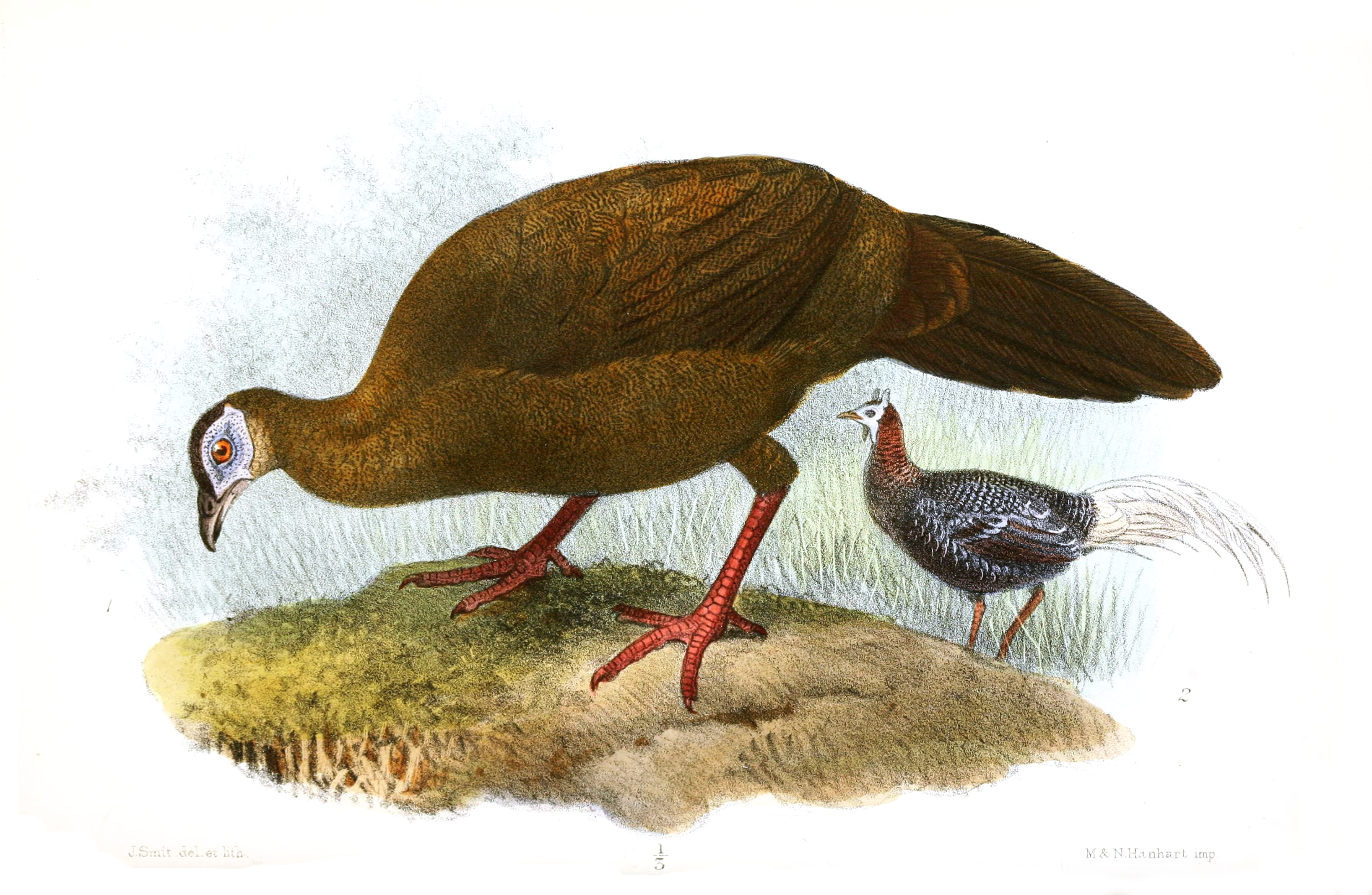
Femelle au premier plan, mâle à l'arrière.

Elle est remarquable. Le mâle choisit une petite clairière du sous-bois pour y aménager une arène. À l’approche d’une femelle, il évolue lentement autour d’elle, caroncules et queue partiellement déployées tout en émettant de petits cris. Puis il déploie sa queue non pas en roue frontale comme chez le paon mais en un disque presque circulaire étroit et dressé dans l’axe du corps, les rectrices supérieures venant toucher le haut du dos. Cet éventail blanc, composé de près de 32 rectrices (le plus grand nombre chez les faisans), contraste alors violemment avec le noir bleuté du corps. Simultanément, il étale considérablement ses caroncules bleues qui s’allongent en haut et en bas en une sorte de double faucille. Au paroxysme de la parade, toute la face est masquée de bleu. Les rectrices externes terminées en brins nus touchent le sol de sorte qu’en se déplaçant parmi les feuilles sèches, le mâle produit un bruissement caractéristique, des feuilles restant même parfois empalées dans ces plumes filiformes. Ainsi paré, il se pavane en marchant lentement, la tête baissée, puis se fige, brusquement agité d’une secousse à l’approche d’une femelle. L’intensité de la parade semble liée à la proximité de la femelle car on assiste alors à un relâchement de l’érection des lobes supérieurs, reposant flasques sur la nuque lorsque la femelle s’éloigne.

## Nidification
Elle est mal connue. Selon Rowden (2000), qui rapporte les propos d’indigènes de Kayan Mentarang, le mâle commencerait à parader en décembre peu après le début de la saison des pluies. Le premier nid n’a été découvert qu’en novembre 1985 à Brunei entre les racines aériennes d’un arbre. Il ne contenait qu’un œuf et la femelle s’était enfuie (Mann 1989).

## Statut, conservation
Fuller & Garson (2000) et BirdLife International (2011) considèrent cette espèce comme vulnérable, la chasse alimentaire et surtout la déforestation constituant les deux plus lourdes menaces. La déforestation se poursuit à Bornéo au profit de l’agriculture (plantations de palmiers à huile et d’hévéas), de l’urbanisation et de l’exploitation du bois. La chasse de subsistance est aussi très répandue à Bornéo et, dans certains secteurs, les plumes sont utilisées en décoration. À ce sombre tableau, s’ajoutent les gigantesques incendies qui ont ravagé une grande partie de l’île ces dernières années.
L’espèce est protégée par la réglementation indonésienne et reste encore présente dans au moins trois sites protégés : le parc national de Bukit Raya (Kalimantan), les parcs nationaux de Gunung Mulu et Lanjak-Entimau (Sarawak) et la vallée de Danum (Sabah). Fuller & Garson (2000) recommandent de mener des études de terrain afin de mieux comprendre les exigences écologiques de l’espèce et sa répartition, de soutenir le projet d’extension du parc national de Bukit Raya et les propositions de création de nouvelles réserves, de mieux réglementer l’exploitation forestière avec interdiction de chasser à leurs employés et d’inclure le faisan de Bulwer sur la liste des espèces en danger en Malaisie.